# ARCNL
Het Advanced Research Center for Nanolithography (ARCNL) is een publiek-private samenwerking tussen de Nederlandse Organisatie voor Wetenschappelijk Onderzoek (NWO), de Universiteit van Amsterdam (UvA), de Vrije Universiteit Amsterdam (VU) en ASML, producent van machines voor de computerchipindustrie.

ARCNL is gestart op 1 januari 2014 en vormt sinds 1 september 2015 een zelfstandig organisatieonderdeel binnen NWO-I. Bij ARCNL werken ongeveer 100 mensen, waarvan 90 onderzoekers en technici. ARCNL is gevestigd in het Matrix VII  gebouw op het Amsterdam Science Park.

## Onderzoek
ARCNL richt zich op de fundamentele fysica en chemie achter de huidige en toekomstige technologie voor nanolithografie, in het bijzonder voor toepassing in de halfgeleiderindustrie. Het wetenschappelijk programma van ARCNL is nauw verbonden met de interessegebieden van ASML. Een groot deel van dit programma is gericht op de fysische en chemische processen die cruciaal zijn voor nanolithografie met extreem ultraviolet (EUV) licht. Het onderzoek van ARCNL is gebundeld in 3 afdelingen:
- Source: fysica achter het genereren van EUV licht
- Metrology: nieuwe principes voor het maken van nauwkeurige afbeeldingen en precisiemetingen
- Materials: materiaalfysica voor toepassing in lithografie-instrumentatie

ARCNL neemt internationaal een toppositie in bij het onderzoek op deze drie terreinen